# Manoscritto B di Francia
Il manoscritto B di Francia è uno codice di Leonardo da Vinci conservato a Parigi presso l'Institut de France.

## Storia
Il manoscritto era tra quelli sottratti alla Biblioteca Ambrosiana nel 1796 e non restituiti nel 1815, dopo la sconfitta di Napoleone Bonaparte.